# Xã Clarksville, Quận Merrick, Nebraska
Xã Clarksville (tiếng Anh: Clarksville Township) là một xã thuộc quận Merrick, tiểu bang Nebraska, Hoa Kỳ. Năm 2010, dân số của xã này là 664 người.